# Arquidiócesis de Agra
La arquidiócesis de Agra (en latín: Archidioecesis Agraënsis y en inglés: Roman Catholic Archdiocese of Agra) es una circunscripción eclesiástica de la Iglesia católica en India. Se trata de una arquidiócesis latina, sede metropolitana de la provincia eclesiástica de Agra. Desde el 12 de noviembre de 2020 su arzobispo es Raphy Manjaly.

## Territorio y organización
La arquidiócesis tiene 69 162 km² y extiende su jurisdicción sobre los fieles católicos de rito latino residentes en 14 distritos del estado de Uttar Pradesh: Agra, Aligarh, Auraiya, Budaun, Bulandshahr, Etah, Etawah, Farrukhabad, Firozabad, Gautam Buddha Nagar, Hathras, Kannauj, Mainpuri y Mathura; y 2 distritos del estado de Rayastán: Bharatpur y Dholpur.
La sede de la arquidiócesis se encuentra en la ciudad de Agra, en donde se halla la Catedral de la Inmaculada Concepción.
La arquidiócesis tiene como sufragáneas a las diócesis de: Ajmer, Allahabad, Bareilly, Jaipur, Jhansi, Lucknow, Meerut, Udaipur, Varanasi y las eparquías de: Bijnor y Gorakhpur.
En 2020 en la arquidiócesis existían 45 parroquias. 

## Historia
La misión sui iuris de Hindustán fue erigida el 17 de mayo de 1784, tomando el territorio del vicariato apostólico del Gran Mogul (hoy arquidiócesis de Bombay).
En 1820 la misión sui iuris fue elevada a vicariato apostólico y, al mismo tiempo que la anexión de la misión del Tíbet, asumió el nombre de vicariato apostólico del Tíbet-Indostán.
El 11 de septiembre de 1834 cedió una porción de su territorio para la erección del vicariato apostólico de Sardhanamediante el breve Ex munere pastorali del papa Gregorio XVI, a petición de la princesa de Sardhana, begum Samru. Posteriormente fue suprimido y reunido con Agra.
El 7 de febrero de 1845 cedió otra porción de su territorio para la erección del vicariato apostólico de Patna (hoy diócesis de Allahabad) mediante el breve Pastoralis officii del papa Gregorio XVI.
En 1846 asumió la denominación de vicariato apostólico de Agra, tras la cesión del Tíbet para la erección del vicariato apostólico de Lhasa (hoy diócesis de Kangding) mediante el breve Ex debito del papa Gregorio XVI.
El 31 de septiembre de 1880 cedió una nueva porción de su territorio para la erección del vicariato apostólico de Punjab (hoy arquidiócesis de Lahore) mediante el breve Intendentes del papa León XIII.
El 1 de septiembre de 1886 el vicariato apostólico fue elevado al rango de arquidiócesis metropolitana con la bula Humanae salutis del papa León XIII. El 7 de junio de 1887, con el breve Post initam, se estableció la provincia eclesiástica de Agra, que incluía como sufragáneas a las diócesis de Lahore (antiguo vicariato apostólico de Punyab) y Allahabad (antiguo vicariato apostólico de Patna).
Posteriormente, cedió otras porciones de territorio para la erección de nuevos distritos eclesiásticos:
- la prefectura apostólica de Rajputana (hoy diócesis de Ajmer) el 17 de marzo de 1892 mediante el decreto Cum Archidioecesis Agraensis de la Congregación de Propaganda Fide;[6]
- la arquidiócesis de Simla (hoy arquidiócesis de Delhi) el 13 de septiembre de 1910 mediante el breve Incensum del papa Pío X.[7] Cedió la jurisdicción sobre Delhi a la misma arquidiócesis el 13 de abril de 1937 mediante la bula Inter apostolicas del papa Pío XI;[8]
- la diócesis de Lucknow el 12 de enero de 1940 mediante la bula Quo dominicus del papa Pío XII;[9]
- la diócesis de Meerut el 20 de febrero de 1956 mediante la bula Quandoquidem Christus del papa Pío XII.[10]

## Estadísticas
Según el Anuario Pontificio 2021 la arquidiócesis tenía a fines de 2020 un total de 13 665 fieles bautizados.
| Año                                                                             | Población            | Población  | Población      | Sacerdotes | Sacerdotes    | Sacerdotes    | Bautizados por sacerdote | Diáconos permanentes | Religiosos | Religiosos | Parroquias |
| Año                                                                             | Bautizados católicos | Total      | % de católicos | Total      | Clero secular | Clero regular | Bautizados por sacerdote | Diáconos permanentes | Varones    | Mujeres    | Parroquias |
| ------------------------------------------------------------------------------- | -------------------- | ---------- | -------------- | ---------- | ------------- | ------------- | ------------------------ | -------------------- | ---------- | ---------- | ---------- |
| 1950                                                                            | 12 200               | 12 000     | 0.1            | 40         | 6             | 34            | 305                      |                      | 6          | 86         | 22         |
| 1959                                                                            | 3205                 | 11 000     | 0.0            | 11         | 3             | 8             | 291                      |                      | 3          | 36         | 6          |
| 1969                                                                            | 4965                 | 12 200 000 | 0.0            | 18         | 3             | 15            | 275                      |                      | 21         | 90         | 4          |
| 1980                                                                            | 4961                 | 14 504 961 | 0.0            | 18         | 11            | 7             | 275                      |                      | 13         | 125        | 5          |
| 1990                                                                            | 8100                 | 16 863 000 | 0.0            | 36         | 31            | 5             | 225                      |                      | 12         | 166        | 6          |
| 1999                                                                            | 11 116               | 27 003 487 | 0.0            | 47         | 37            | 10            | 236                      |                      | 18         | 211        | 6          |
| 2000                                                                            | 11 804               | 27 008 973 | 0.0            | 55         | 41            | 14            | 214                      |                      | 21         | 211        | 7          |
| 2001                                                                            | 11 940               | 27 024 295 | 0.0            | 61         | 44            | 17            | 195                      |                      | 26         | 224        | 7          |
| 2002                                                                            | 12 084               | 27 053 045 | 0.0            | 61         | 46            | 15            | 198                      |                      | 22         | 224        | 7          |
| 2003                                                                            | 12 925               | 27 088 913 | 0.0            | 50         | 37            | 13            | 258                      |                      | 20         | 229        | 7          |
| 2004                                                                            | 12 500               | 27 130 781 | 0.0            | 58         | 48            | 10            | 215                      |                      | 17         | 234        | 7          |
| 2006                                                                            | 12 647               | 27 228 264 | 0.0            | 80         | 69            | 11            | 158                      |                      | 17         | 248        | 8          |
| 2012                                                                            | 17 032               | 29 188 000 | 0.1            | 83         | 66            | 17            | 205                      |                      | 22         | 294        | 35         |
| 2015                                                                            | 11 585               | 27 180 800 | 0.0            | 98         | 78            | 20            | 118                      |                      | 26         | 321        | 38         |
| 2018                                                                            | 13 215               | 27 845 000 | 0.0            | 103        | 87            | 16            | 128                      |                      | 22         | 393        | 43         |
| 2020                                                                            | 13 665               | 28 300     | 0.0            | 114        | 92            | 22            | 120                      |                      | 29         | 356        | 45         |
| Fuente: Catholic-Hierarchy, que a su vez toma los datos del Anuario Pontificio. |                      |            |                |            |               |               |                          |                      |            |            |            |

## Episcopologio
- Zanobi Maria da Firenze, O.F.M.Cap. † (29 de agosto de 1820-23 de junio de 1824 falleció)
- Antonio Pezzoni, O.F.M.Cap. † (27 de enero de 1826-1842 renunció)
- Giuseppe Antonio Borghi, O.F.M.Cap. † (1842 por sucesión-5 de noviembre de 1849 nombrado obispo de Cortona)
- Gaetano Carli, O.F.M.Cap. † (5 de noviembre de 1849 por sucesión-antes del 7 de diciembre de 1856 renunció)
- Ignazio Persico, O.F.M.Cap. † (19 de diciembre de 1856-24 de junio de 1860 renunció)
- Angelicus Bedenik, O.F.M.Cap. † (18 de junio de 1861-2 de noviembre de 1866 falleció)
- Michael Angelus Jacopi, O.F.M.Cap. † (3 de marzo de 1868-14 de octubre de 1891 falleció)
- Emmanuel Alfonso van den Bosch, O.F.M.Cap. † (2 de mayo de 1892-5 de mayo de 1897 renunció[nota 1])
- Carlo Giuseppe Gentili, O.F.M.Cap. † (27 de agosto de 1898-30 de diciembre de 1916 falleció)
- Angelo Raffaele Bernacchioni, O.F.M.Cap. † (7 de agosto de 1917-21 de agosto de 1937 falleció)
- Evangelista Latino Enrico Vanni, O.F.M.Cap. † (21 de agosto de 1937 por sucesión-21 de noviembre de 1955 renunció[nota 2])
- Dominic Romuald Basil Athaide, O.F.M.Cap. † (29 de febrero de 1956-26 de junio de 1982 falleció)
- Cecil DeSa † (11 de noviembre de 1983-16 de abril de 1998 retirado)
- Vincent Michael Concessao (5 de noviembre de 1998-7 de septiembre de 2000 nombrado arzobispo de Delhi)
- Oswald Gracias (7 de septiembre de 2000-14 de octubre de 2006 nombrado arzobispo de Bombay)
- Albert D'Souza (16 de febrero de 2007-12 de noviembre de 2020 retirado)
- Raphy Manjaly, desde el 12 de noviembre de 2020